# Баньореджо
Баньорѐджо (на италиански: Bagnoregio) е малко градче и община в Централна Италия, провинция Витербо, регион Лацио. Разположено е на 484 m надморска височина. Населението на общината е 3678 души (към 2010 г.).